# Lumini și piatră
Lumini și piatră este un film românesc din 1964 regizat de Mirel Ilieșiu.